# Kundl (Chiemgauer Alpen)
Die Kundl ist ein 1115 m ü. NHN hoher markanter Felsen mit Gipfelkreuz in der Heuberggruppe.

## Topographie
Kundl und Backofen befinden sich in der Westflanke des Heuberges in etwa auf Höhe der Bichleralm. Von dieser ist die Kundl auch über einen Steig erreichbar. Dort befindet sich ein Klettergebiet.
Die Kundl ist eine einzeln stehende Felsnadel, getrennt vom Backofen durch einen ca. 30–40 Meter tiefen Einschnitt.

## Legende
Einer Legende nach handelt es sich dabei um eine versteinerte Bäuerin und deren Backofen.